# Gmina Butler (hrabstwo Butler, Iowa)

Położenie Gminy Butler w hrabstwie Butler

Gmina Butler (ang. Butler Township) – gmina w USA, w stanie Iowa, w hrabstwie Butler. Według danych z 2000 roku gmina miała 1685 mieszkańców.